# 寅次郎的故事4 好梦成空
《寅次郎的故事4 好梦成空》（日語：新・男はつらいよ）是一部1970年上映的日本喜剧电影，亦是《寅次郎的故事系列》的第四部剧场版作品。由小林俊一导演，渥美清、倍赏千惠子、前田吟、森川信及栗原小卷等等主演。於1970年2月27日上映。

## 剧情简介
寅次郎赚了些钱，决定要请照顾妹妹多年的叔叔、婶婶，参加旅行社的豪华团去趟夏威夷。两老要出国的消息很快传遍了整个柴又。但命运总爱捉弄寅次郎，替他安排行程的经紀人携款潜逃，叫他们好梦成空 。为了免遭人奚落，他们决定晚上才摸黑回柴又，然后躲它个三、五天再现身......

## 主要演员
- 车寅次郎：渥美清
- 诹访樱：倍赏千惠子
- 车龙造：森川信
- 诹访博：前田吟
- 车つね：三崎千惠子
- 御前样：笠智众
- 春子先生：栗原小巻
- 隆夫：横内正
- 寺男源先生：佐藤蛾次郎
- 桂梅太郎：太宰久雄
- 泥棒：财津一郎
- 蓬莱屋：佐山俊二
- 辯天屋：二见忠男
- 吉田医师：三岛雅夫
- 峠茶屋的老婆：村濑幸子

## 主题曲
- 『男はつらいよ』

主唱：渥美清

### 英文
- . 英国电影协会.   [2011-01-18]. （原始内容存档于2012-10-17） （英语）.
- Rich, Jamie S. . DVD Talk. 2010-12-21  [2011-01-18]. （原始内容存档于2011-06-06） （英语）.
- . Complete Index to World Film.   [2011-01-18]. （原始内容存档于2012-09-10） （英语）.

### 德文
- . www.molodezhnaja.ch.   [2011-01-18]. （原始内容存档于2011-07-07） （德语）.

### 日文
- . www.allcinema.net.   [2011-01-18]. （原始内容存档于2012-10-18） （日语）.
- . 日本电影院数据库（日本文化厅）.   [2011-01-18]. （原始内容存档于2011-10-08） （日语）. 外部链接存在于|publisher= (帮助)
- . 日本电影数据库.   [2011-01-18]. （原始内容存档于2011-05-14） （日语）.
- . 电影旬报.   [2011-01-18]. （原始内容存档于2012-03-09） （日语）.

### 中文
- . 豆瓣电影.   [2011-01-28]. （原始内容存档于2013-06-06）.